# Гисланди, Витторе
Витторе Гисланди (итал. Vittore Giuseppe Ghislandi, прозванный фра (брат) Гальгарио, итал. fra Galgario, 1655, Сан Леонардо, близ Бергамо — 1743, Бергамо) — итальянский живописец эпохи рококо, в основном известный своими портретами.

## Биография
Родился в Бергамо. Сын художника Доменико Гисланди, первые навыки получил от отца. С 1675 года учился в Венеции, где изучал искусство Тициана и Веронезе. Первоначально он работал в мастерской Джакомо Котты, затем Бартоломео Бьянки и, наконец, в мастерской Себастьяно Бомбелли в Венеции 1690-х годов. В 1702 вступил в орден минимов, близкий по духовности к францисканцам. Работал также в Милане и Болонье, где сблизился с Джузеппе Мариа Креспи и в 1717 был избран членом Академии Клементина. Также обучался у немецкого художника-портретиста Саломона Адлера в Милане. Последние годы жизни провёл в монастыре Гальгарио в Бергамо, за что и получил своё прозвание.

## Творчество

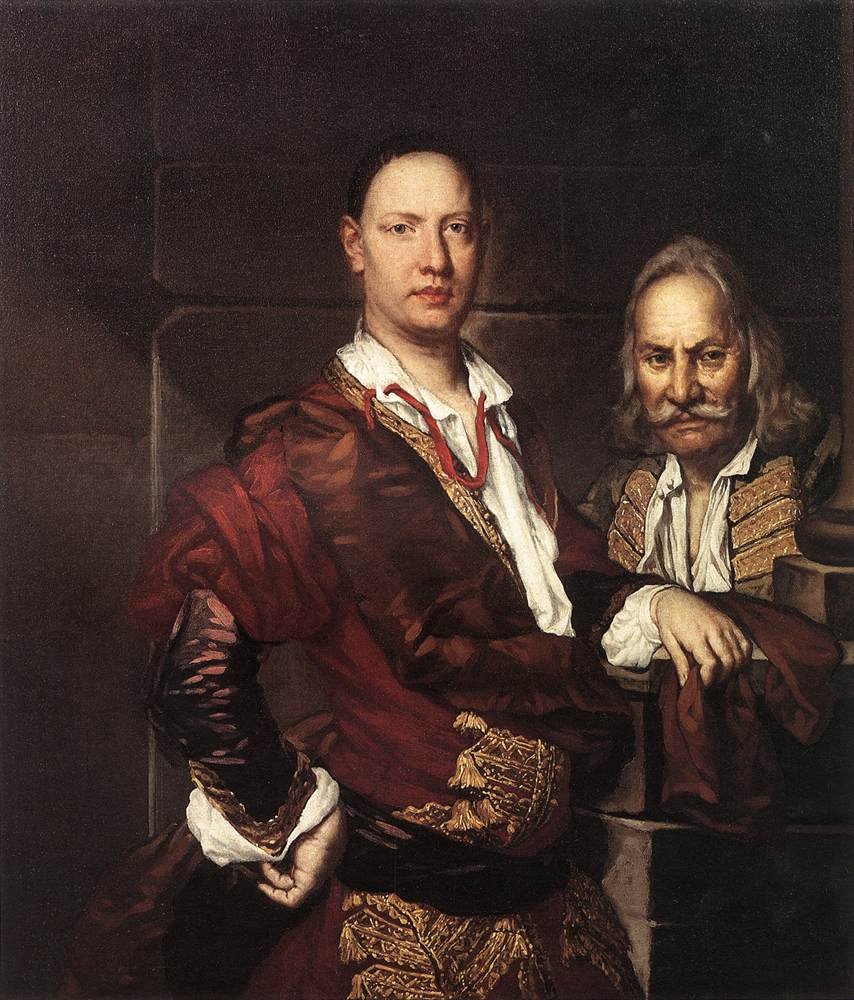
Фра Гальгарио, Знатный поляк и его слуга

Искусствоведы отмечают в его творчестве влияние Рембрандта и находят параллель его портретам в живописи Хогарта.

## Наследие
Работы Гисланди представлены в Лувре, Эрмитаже, Национальной художественной галерее Вашингтона, Королевском музее в Амстердаме, Музее Тиссена-Борнемисы в Мадриде и других крупных музеях мира, в частных собраниях.